# Semnán (město)
Semnán (persky سمنان‎) je město v severním Íránu, které se nachází v nadmořské výšce 1 130 metrů na jižním úpatí pohoří Alborz. Ve městě žije 119 778 obyvatel. Semnán je hlavním městem stejnojmenné provincie.

## Hospodářství
Semnán je průmyslové město známé hlavně výrobou koberců a textilií. Je zde také rozvinutý automobilový průmysl. S hlavním městem Teherán ho spojuje dálnice a železnice.